# Municipio de Wayne (condado de Mifflin)
El municipio de Wayne  (en inglés: Wayne Township) es un municipio ubicado en el condado de Mifflin en el estado estadounidense de Pensilvania. En el año 2000 tenía una población de 2.414 habitantes y una densidad poblacional de 19.0 personas por km².

## Geografía
El municipio de Wayne se encuentra ubicado en las coordenadas 40°22′29″N 77°48′59″O / 40.37472, -77.81639.

## Demografía
Según la Oficina del Censo en 2000 los ingresos medios por hogar en la localidad eran de $33,750 y los ingresos medios por familia eran $37,695. Los hombres tenían unos ingresos medios de $29,800 frente a los $19,214 para las mujeres. La renta per cápita para la localidad era de $15,537. Alrededor del 11,7% de la población estaban por debajo del umbral de pobreza.